# Żuraw (Łódź)
Pour les articles homonymes, voir Żuraw.
Żuraw est une localité polonaise de la gmina de Brąszewice, située dans le powiat de Sieradz en voïvodie de Łódź.